# Siergiej Kasparow
Siergiej Kasparow, białorus. Сяргей Каспараў, ros. Сергей Каспаров (ur. 8 sierpnia 1968 w Mohylewie) – białoruski szachista, arcymistrz od 2007 roku. Do 1996 r. występował pod nazwiskiem Keworkianc.

## Kariera szachowa
W turniejach szachowych klasyfikowanych do międzynarodowego rankingu zaczął uczestniczyć w stosunkowo późnym wieku, debiutując na liście rankingowej FIDE 1 lipca 1993 roku. W 1997 r. zajął II m. we Lwowie (za Wiktorem Żeliandinowem), natomiast w 1999 r. odniósł pierwszy międzynarodowy sukces, dzieląc III m. (za Andrejem Kawalouem i Pawłem Tregubowem, wspólnie z m.in. Michaiłem Brodskim) w otwartym turnieju Jantar Bałtyku w Rowach i zdobywając pierwszą normę arcymistrzowską.
Sukcesy w kolejnych latach:
- 2000 – dz. II m. w Tatrzańskich Zrębach (wspólnie z m.in. Ramiłem Chasangatinem i Władimirem Siergiejewem),
- 2001 – dz. I m. w turnieju Golden Cleopatra w Kairze (wspólnie z m.in. Nenadem Sulavą, Igorsem Rausisem, Drazenem Sermkiem, Aleksiejem Barsowem, Azerem Mirzojewem i Aleksandrem Fominychem), dz. I m. w Kołobrzegu (wspólnie z m.in. Robertem Kuczyńskim i Siergiejem Fiedorczukiem), II m. w Odessie (za Andriejem Sumiecem(inne języki)),
- 2002 – I m. w Gabčíkovie, dz. II m. w Haßloch (za Henrikiem Teske, wspólnie z m.in. Rolandem Schmaltzem),
- 2003 – dz. II m. w Deizisau (za Davidem Baramidze, wspólnie z m.in. Władimirem Jepiszynem, Liviu-Dieterem Nisipeanu, Lewonem Aronianem i Konstantinem Landą)[4], dz. II m. w Ołomuńcu (za Robertem Tibenskim(inne języki), wspólnie z m.in. Jerzym Słabym), I m. w Pradze,
- 2004 – dz. II m. w Guingamp (za Aleksandrem Sułypą, wspólnie z m.in. Belą Badea i Jurijem Sołodowniczenko),
- 2005 – dz. II m. w Norderstedt (za Siergiejem Gałduncem), dz. II m. w Cutro (za Igorem Miladinoviciem, wspólnie z Milanem Draško i Ilmarsem Starostitsem), I m. w Pradze,
- 2006 – dz. II m. w Benasque (za Olegiem Korniejewem, wspólnie z Elizbarem Ubiławą, Aleksandrem Kowczanem i Nidżatem Mamedowem), I m. w Göteborgu, dz. II m. w Figueres (za Dariuszem Szoenem, wspólnie z Rafaelem Leitao i Borysem Czatałbaszewem), I m. w Haarlemie, I m. w San Sebastian,
- 2007 – dz. II m. w Guben (za Ilią Brenerem, wspólnie z Klaudiuszem Urbanem), dz. I m. w Erandio (wspólnie z m.in. Władimirem Jepiszynem),
- 2008 – dz. II m. w Colomiers (za Ramonem Mateo, wspólnie z Fabienem Libiszewskim).

Uwaga: Lista sukcesów niekompletna (do uzupełnienia od 2009 roku).
Najwyższy ranking w karierze osiągnął 1 stycznia 2007 r., z wynikiem 2546 punktów zajmował wówczas 5. miejsce wśród białoruskich szachistów.